# La ragazza con gli stivali rossi
La ragazza con gli stivali rossi (La femme aux bottes rouges) è un film del 1974 diretto da Juan Luis Buñuel.

## Trama
Un miliardario che odia il mondo dell'arte, si finge mecenate per poi distruggere le opere che compra e, quando ci riesce, i loro autori. Invita quindi nella sua villa alcuni artisti per scatenarli uno contro l'altro; ma i piani che ha ideato non andranno come da lui previsto.